# 德清城墙

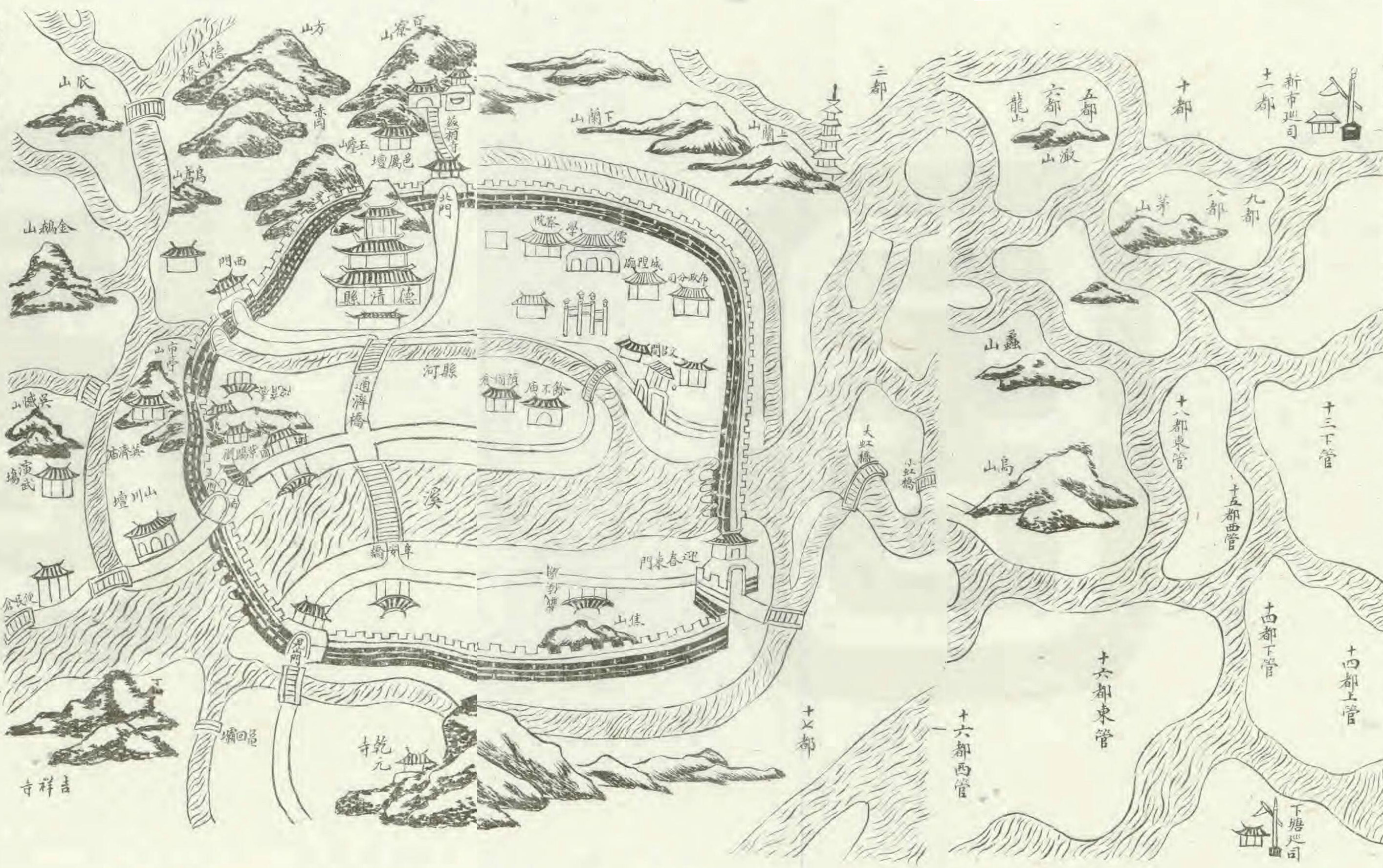
清康熙十二年（1673）《德清县志》德清县境图，此为民国元年（1912）重印。

德清城墙为旧德清县城城墙，位于今中华人民共和国浙江省湖州市德清县乾元镇，今大部分已拆除，仅在城西大家山南北两侧、城北百凉山尚存三段遗迹，总长约200米。
德清为唐武周天授二年（691）析武康县东乡置县，初名武源县，景云二年（711）改为临溪县，天宝元年（742）改为今名。县治原在下阑山南，易名德清后迁至百寮山（今名百凉山）南，即今址，至1994年又迁至武康镇。唐代无城墙，仅在溪流之处立木栅以辨商旅。宋代始筑土城，溪流之处仍为木栅，宋末改筑为石城。明初拆石修筑海塘，仍为土城。明嘉靖三十二年（1553）为抗击倭寇重筑城墙，沿用至今。城墙北跨百凉山、西跨大家山、南跨余不溪（俗称长桥河）、南面乾元山，呈不规则形，城周七百七十三丈五尺（约2475.2米），高二丈三尺（约7.36米），厚二丈（约6.4米），设陆门五座、水门一座，并在余不溪上各置五孔城桥一座，至清康熙时，五座陆门分别为东门迎春门（今溪东街东端）、西南门见山门（今溪西街西端）、南门（今南门城桥南堍）、西门（今县西街红绿灯处）和北门（今广场路人民广场处），西水门位于西门南侧县河上。至1949年时德清城墙尚基本完好，自20世纪50年代末开始拆除城墙砖石用于水利设施建设，至80年代初东门城桥和南门城桥相继被拆，至此基本拆除完毕。
原城内主要建筑有县署（已不存）、学宫（德清县学文庙，今尚存大成殿，位于清溪小学内）、城隍庙（已不存）等。